# Trafikstøj
Trafikstøj er støj fra trafik. Det kan være fra biler, tog, fly, osv.

## Vejstøj
Vejstøj berører omkring 700.000 boliger i Danmark..
Vejstøj kan bekæmpes med forskellige midler, som støjskærme og støjdæmpende asfalt. Mere radikalt kan der laves omfartsveje eller færdslen på anden måde omdirigeres. 

## Reference
1. ↑  Millioner til bekæmpelse af vejstøj